# Nazionale di judo dell'Italia
La nazionale di judo dell'Italia è la selezione maschile e femminile di judo della Federazione Italiana Judo Lotta Karate Arti Marziali, che rappresenta l'Italia nelle varie competizioni ufficiali riservate a squadre nazionali.

## Bilancio
| Oro             | Argento | Bronzo | Tot. | Oro | Argento | Bronzo | Tot. | Oro | Argento | Bronzo | Tot. | Oro | Argento | Bronzo | Tot. |    |
| Giochi olimpici | 3       | 2      | 1    | 6   | 2       | 2      | 7    | 11  | 0       | 0      | 0    | 0   | 5       | 4      | 6    | 15 |
| Mondiali        | 0       | 7      | 10   | 17  | 8       | 5      | 13   | 26  | 0       | 0      | 1    | 1   | 8       | 12     | 25   | 45 |
| Europei         | 0       | 0      | 1    | 1   | 0       | 0      | 0    | 0   | 0       | 0      | 0    | 0   | 0       | 0      | 1    | 1  |

## Atleti plurimedagliati
Atleti vincitori di una medaglia d'oro in un evento internazionale di primo piano:
| Atleta               | Olimpiadi | Mondiali | Totale |
| Alice Bellandi       | 1         | 1        | 2      |
| Emanuela Pierantozzi | 0         | 2        | 2      |
| Giuseppe Maddaloni   | 1         | 0        | 1      |
| Ezio Gamba           | 1         | 0        | 1      |
| Giulia Quintavalle   | 1         | 0        | 1      |
| Fabio Basile         | 1         | 0        | 1      |
| Margherita De Cal    | 0         | 1        | 1      |
| Maria Teresa Motta   | 0         | 1        | 1      |
| Assunta Scutto       | 0         | 1        | 1      |
| Alessandra Giungi    | 0         | 1        | 1      |
| Odette Giuffrida     | 0         | 1        | 1      |

## Team event
Testa a testa con altre nazionali
Aggiornato al 20 giugno 2025
| Nazionale                   | P  | W  | L  | %W     | MV | MP | DM  |
| --------------------------- | -- | -- | -- | ------ | -- | -- | --- |
| Atleti Individuali Neutrali | 1  | 1  | 0  | 100%   | 4  | 1  | +3  |
| Austria                     | 1  | 1  | 0  | 100%   | 4  | 1  | +3  |
| Belgio                      | 1  | 1  | 0  | 100%   | 4  | 1  | +3  |
| Brasile                     | 1  | 0  | 1  | 0%     | 3  | 4  | -1  |
| Francia                     | 3  | 1  | 2  | 33.33% | 6  | 11 | -5  |
| Georgia                     | 5  | 1  | 4  | 20%    | 13 | 19 | -6  |
| Germania                    | 3  | 0  | 3  | 0%     | 2  | 12 | -10 |
| IJF Team Rifugiati          | 1  | 1  | 0  | 100%   | 4  | 1  | +3  |
| Israele                     | 1  | 0  | 1  | 0%     | 3  | 4  | -1  |
| Paesi Bassi                 | 2  | 2  | 0  | 100%   | 8  | 5  | +3  |
| Polonia                     | 1  | 1  | 0  | 100%   | 4  | 0  | +4  |
| Portogallo                  | 1  | 1  | 0  | 100%   | 4  | 0  | +4  |
| Romania                     | 2  | 1  | 1  | 50%    | 4  | 4  | 0   |
| Serbia                      | 1  | 1  | 0  | 100%   | 4  | 2  | +2  |
| Turchia                     | 1  | 0  | 1  | 0%     | 2  | 4  | -2  |
| Ucraina                     | 1  | 1  | 0  | 100%   | 4  | 0  | +4  |
| Ungheria                    | 3  | 3  | 0  | 100%   | 12 | 2  | +10 |
| Uzbekistan                  | 3  | 3  | 0  | 100%   | 12 | 7  | +5  |
| Totale                      | 32 | 19 | 13 | 59.38% | 97 | 79 | +19 |

### Giochi olimpici
| Giochi olimpici | Giochi olimpici    | Giochi olimpici | Giochi olimpici | Giochi olimpici | Giochi olimpici |
| Anno            | Round              | Posizione       | Pld             | W               | L               |
| --------------- | ------------------ | --------------- | --------------- | --------------- | --------------- |
| Tokyo 2020      | Ottavi di finale   | 11° posto       | 1               | 0               | 1               |
| Parigi 2024     | Finale terzo posto | 5° posto        | 5               | 3               | 2               |
| Totale          | Totale             | 2/2             | 6               | 3               | 3               |

### Campionati mondiali
| Campionati mondiali di judo | Campionati mondiali di judo | Campionati mondiali di judo | Campionati mondiali di judo | Campionati mondiali di judo | Campionati mondiali di judo |
| Anno                        | Round                       | Posizione                   | Pld                         | W                           | L                           |
| --------------------------- | --------------------------- | --------------------------- | --------------------------- | --------------------------- | --------------------------- |
| Budapest 2017               | Non partecipante            | Non partecipante            | Non partecipante            | Non partecipante            | Non partecipante            |
| Baku 2018                   | Non partecipante            | Non partecipante            | Non partecipante            | Non partecipante            | Non partecipante            |
| Tokyo 2019                  | Non partecipante            | Non partecipante            | Non partecipante            | Non partecipante            | Non partecipante            |
| Budapest 2021               | Non partecipante            | Non partecipante            | Non partecipante            | Non partecipante            | Non partecipante            |
| Tashkent 2022               | Non partecipante            | Non partecipante            | Non partecipante            | Non partecipante            | Non partecipante            |
| Doha 2023                   | Non partecipante            | Non partecipante            | Non partecipante            | Non partecipante            | Non partecipante            |
| Abu Dhabi 2024              | Finale terzo posto          | Medaglia di bronzo          | 4                           | 3                           | 1                           |
| Budapest 2025               | Finale terzo posto          | 5° posto                    | 4                           | 2                           | 2                           |
| Totale                      | Totale                      | 2/8                         | 8                           | 5                           | 3                           |

### Campionati europei
| Campionati europei a squadre di judo | Campionati europei a squadre di judo | Campionati europei a squadre di judo | Campionati europei a squadre di judo | Campionati europei a squadre di judo | Campionati europei a squadre di judo |
| Anno                                 | Round                                | Posizione                            | Pld                                  | W                                    | L                                    |
| ------------------------------------ | ------------------------------------ | ------------------------------------ | ------------------------------------ | ------------------------------------ | ------------------------------------ |
| Ekaterinburg 2018                    | Ottavi di finale                     | 13° posto                            | 2                                    | 1                                    | 1                                    |
| Minsk 2019                           | Non partecipante                     | Non partecipante                     | Non partecipante                     | Non partecipante                     | Non partecipante                     |
| Ufa 2021                             | Non partecipante                     | Non partecipante                     | Non partecipante                     | Non partecipante                     | Non partecipante                     |
| Mulhouse 2022                        | Finale terzo posto                   | 5° posto                             | 4                                    | 2                                    | 2                                    |
| Cracovia 2023                        | Finale terzo posto                   | Medaglia di bronzo                   | 4                                    | 3                                    | 1                                    |
| Zagabria 2024                        | Finale terzo posto                   | 5° posto                             | 4                                    | 2                                    | 2                                    |
| Podgorica 2025                       | Finale                               | Medaglia d'argento                   | 4                                    | 3                                    | 1                                    |
| Totale                               | Totale                               | 5/7                                  | 19                                   | 11                                   | 7                                    |